# 北京汽车制造厂
北京汽车制造厂有限公司（Beijing Automobile Works ，縮寫 BAW），簡稱北汽製造，是中国的一家汽车制造商，目前總部位於山东青岛。

## 历史
北京汽车制造厂建于1953年，当时称作北京第一汽车附件厂，1958年改名北京汽车制造厂。1987年北京汽车制造厂和北京摩托车制造厂合并为北京汽车摩托车联合制造公司（Automobile and Motorcycle United Company，縮寫 BAM）。
北京汽车制造厂有限公司成立于2001年，包括原有的北京汽车制造厂和中国第一家汽车合资企业北京吉普汽车有限公司的部分中方资产。
2012年11月，北汽集團將北京汽車製造廠從北汽股份中剝離出來，成為北汽的控股子公司。2016年，北京汽車裝配廠收購北京汽車製造廠的全部股份，自此北汽製造和北汽集團分道揚鑣。2020年5月，山東富路集團通過青島富路對北京汽車製造廠實現了控股，北京汽車裝配廠則完全退股，富路集團將北京汽車製造廠的總部從北京搬到了青島。
2022年成立山东雷驰新能源汽车有限公司，北汽雷驰是为承接北京汽车制造厂新能源商用车战略而打造的全新品牌，致力于满足城配物流最后1公里至300公里全场景用车需求。
2023年4月，山東魏橋創業集團收購了北京汽車製造廠。

## 型号

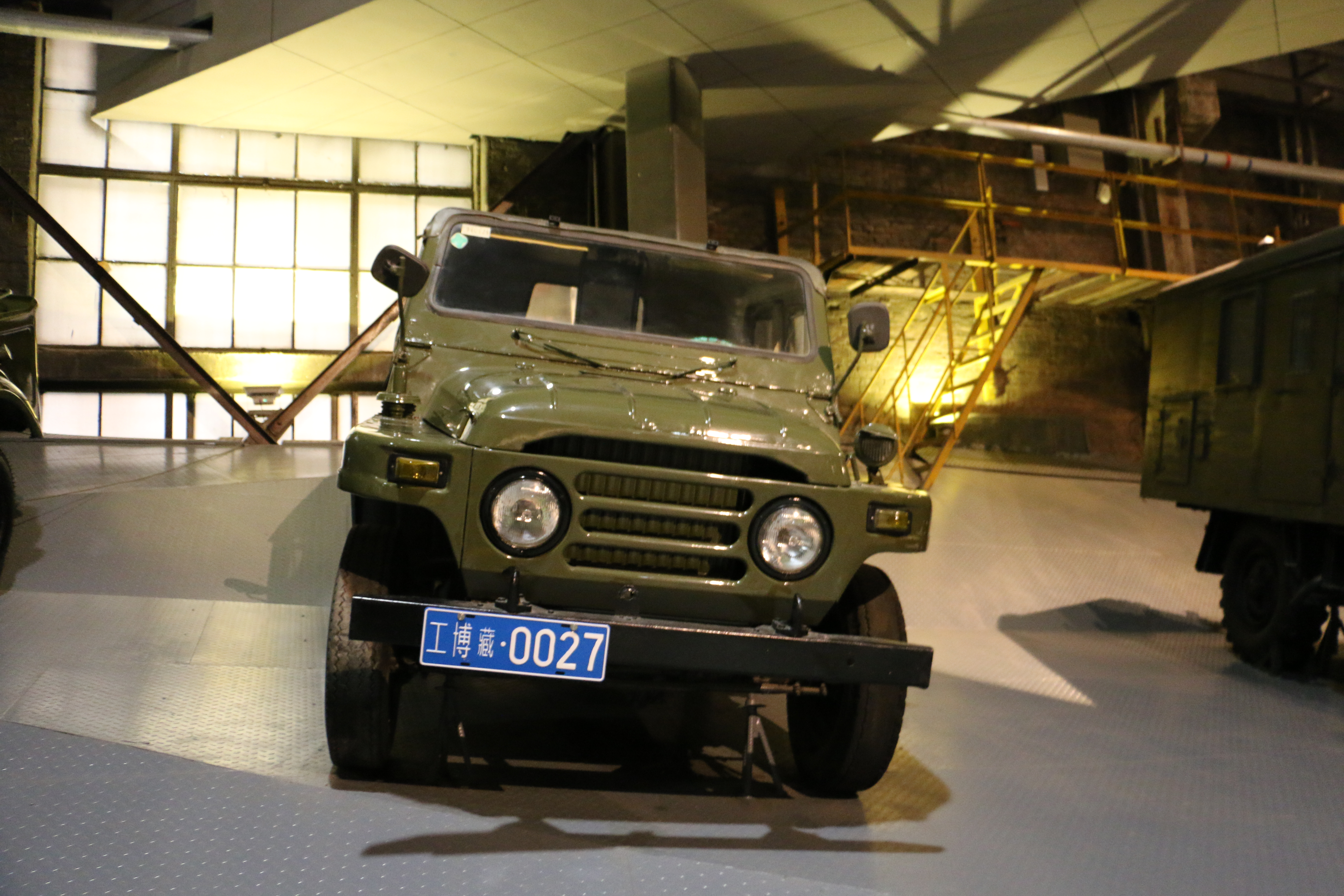
中国工业博物馆馆藏的北京212型吉普车

### 越野车
- 陆霸
- 骑士（根据吉普切諾基）
- 吉普（根据吉普牧馬人）

### 皮卡
- 陸鈴
- 陸鈴SUV

### 小巴
- 海狮：獲授權生产第四代丰田Hiace
- 救护车：根据海狮改进

### 军车
- BJ2020VJ(4X4)
- BJ2020VAJ(4X4)
- BJ2032VJ(4X4)

### 其它
- Flagship
- Towdoorjeep
- 井岡山轎車
- 東方紅轎車

## 链接
- 北京汽车制造厂有限公司（页面存档备份，存于） （中文）
- 北京汽车制造厂有限公司 （英文）